# Sint-Oedenrode
Sint-Oedenrode (anhörenⓘ) ist eine Stadt und eine ehemalige Gemeinde in der niederländischen Provinz Noord-Brabant, etwa 12 km nördlich von Eindhoven. Am 1. Januar 2017 wurde Sint-Oedenrode in die Gemeinde Meierijstad eingegliedert. Die ehemalige Gemeinde Sint-Oedenrode umfasste die Stadt Sint-Oedenrode und die Dörfer Boskant, Nijnsel und Olland.

## Geschichte

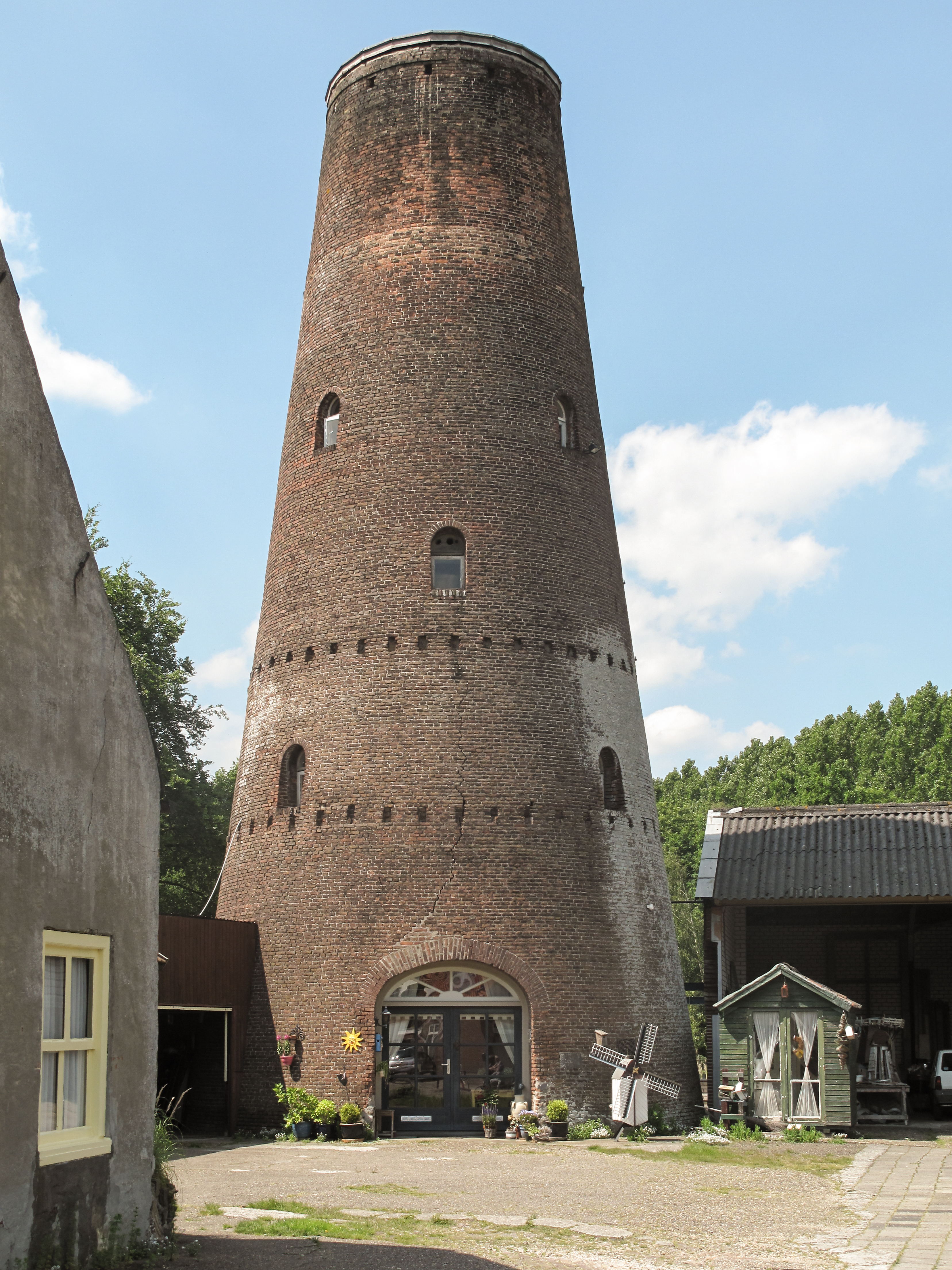
Die einstige Mühle

Sint-Oedenrode wurde 1232 durch Herzog Heinrich I. von Brabant zur Stadt erhoben. Da die Stadt zu einer Seite durch den Fluss Dommel und andererseits durch ein Moor abgeschirmt wurde, hatte der Ort im Gegensatz zu anderen Städten keine Stadtmauer.

## Wirtschaft
Im Ort gibt es viele kleine Industrie- und Handelsbetriebe. Die Landwirtschaft bleibt jedoch der wichtigste Arbeitgeber.

## Städtepartnerschaften
Seit den 1960er Jahren ist der Ort Partnerstadt von Alzenau (Unterfranken).

## Hier geboren
- Rodolph de Josselin de Jong (1868–1958), Pathologe
- Lou Tellegen (1883–1934), Theater- und Stummfilmschauspieler und Regisseur
- Wilhelmus Marinus Bekkers (1908–1966), römisch-katholischer Geistlicher
- Jo Hendriks (1923–2001), Politiker
- Bram van Dam (1943–2008), Sport- und Ernährungswissenschaftler
- Willem van Genugten (* 1950), Rechtswissenschaftler und Hochschullehrer
- Daphne Touw (* 1970), Hockeyspielerin
- Nikki Kerkhof, Künstlername Nikki (* 1983), Sängerin